# Zur Lieben Frau (Dorfkemmathen)

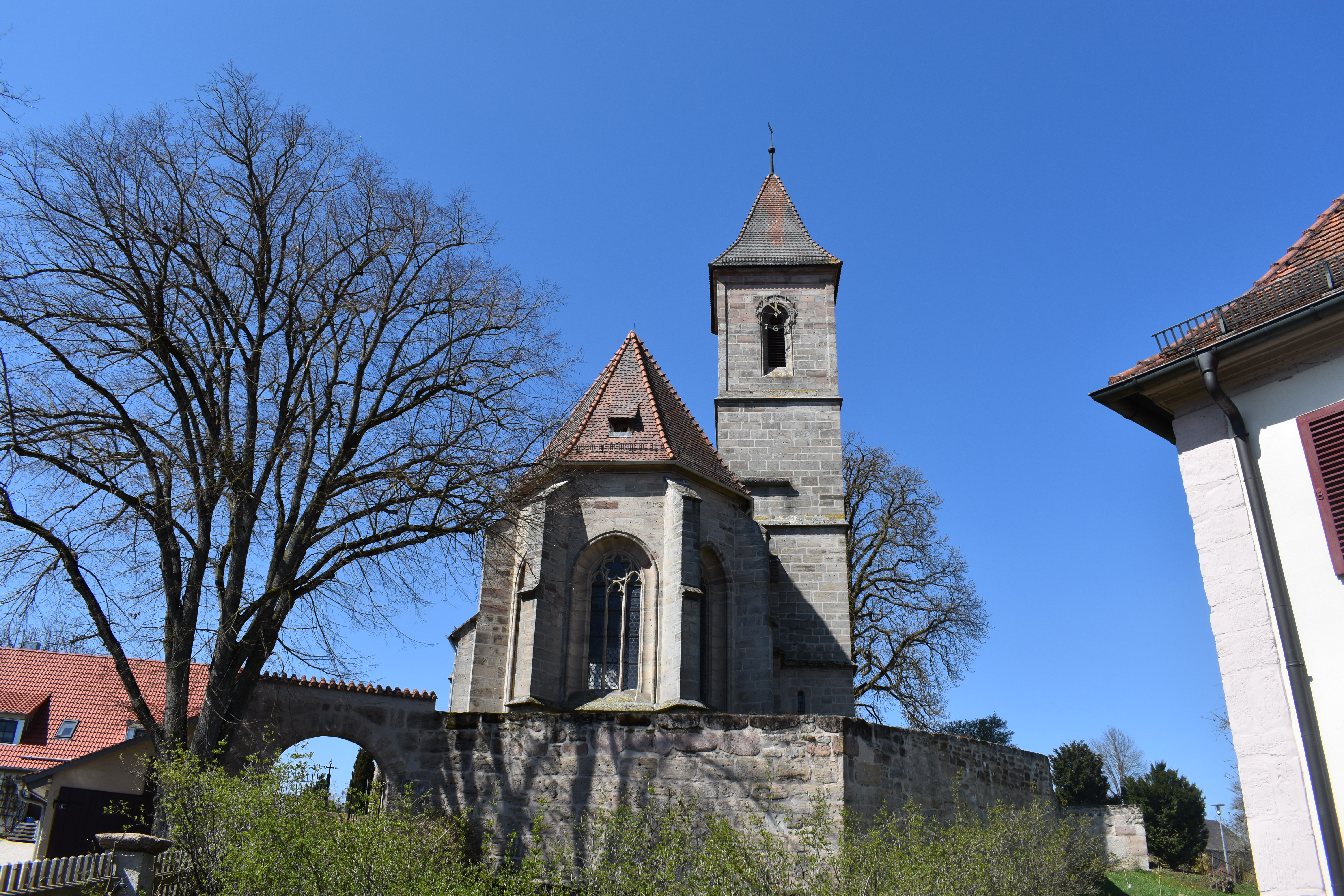
Zur Lieben Frau (Dorfkemmathen)

Die evangelische Filialkirche Zur Lieben Frau, ehemals St. Katharina, dann Wallfahrtskirche St. Maria, ist ein denkmalgeschütztes Kirchengebäude, das in Dorfkemmathen steht, einem Gemeindeteil der Gemeinde Langfurth im Landkreis Ansbach (Mittelfranken, Bayern). Das Bauwerk ist unter der Denkmalnummer D-5-71-170-8 als Baudenkmal in der Bayerischen Denkmalliste eingetragen.

## Beschreibung

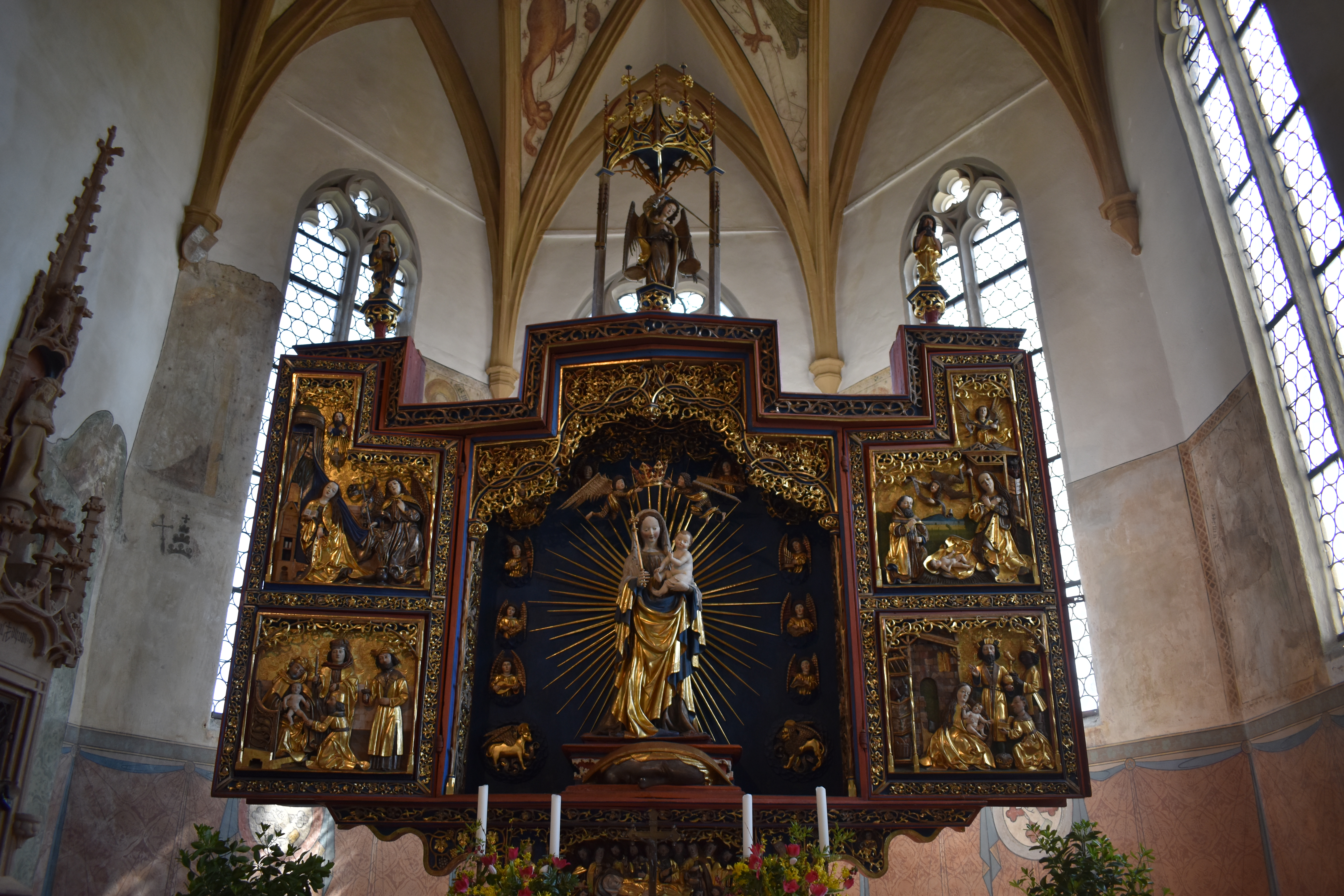
Flügelaltar

Die Saalkirche aus unverputztem Quadermauerwerk wurde Mitte des 15. Jahrhunderts auf den Grundmauern einer romanischen Kapelle gebaut. Der Chorflankenturm steht an der Nordseite des stark eingezogenen Chors aus zwei Jochen mit 5/8-Schluss, dessen Wände von Strebepfeilern gestützt werden, um den Gewölbeschub des Netzgewölbes aufzufangen. 
Der Innenraum des Langhauses, das mit einer Flachdecke überspannt ist, wird durch die Stützen, die die Emporen tragen, in drei Bereiche unterteilt. Zur Kirchenausstattung gehört im südlichen Seitenschiff ein gotisches Holzrelief in Form eines Triptychons mit einer Darstellung des Jüngsten Gerichts, das um 1500 entstanden ist. Der spätgotische Flügelaltar im Chor ist in der Zeit von 1490 bis 1505 von Hans Schäufelin geschaffen worden. Die Reliefs der beiden Seitenflügel zeigen Szenen aus dem Marienleben, die Mitteltafel ein Relief der Madonna auf einem Halbmond mit Gesicht. Sie wird von zwei Engeln gekrönt und ist umgeben von einem Strahlenkranz, musizierenden Engeln und den vier Evangelistensymbolen. Im Gesprenge des Altars befindet sich eine Figur des Erzengels Michael mit Schwert und Seelenwaage, flankiert von zwei Statuen, die wohl Maria (links) und Johannes den Täufer (rechts) verkörpern. Das Relief der Predella stellt den Tod Marias im Kreis der Apostel dar. 
Die Orgel mit 14 Registern, zwei Manualen und Pedal wurde 1994 von der E. F. Walcker & Cie. gebaut.
Im Turm hängen drei Glocken. Die beiden kleineren stammen aus den Jahren 1432 und 1675. Die große Glocke wurde 2007 von der Glockengießerei Bachert gegossen und ersetzt eine Eisenhartgussglocke, die nun neben der Kirche als Denkmal steht.